# Praise Ye Jah
Praise Ye Jah – trzeci album studyjny Sizzli, jamajskiego wykonawcy muzyki reggae i dancehall.
Płyta została wydana 21 października 1997 roku przez jamajską wytwórnię Xterminator Records. Produkcją nagrań zajął się Phillip „Fatis” Burrell. Trzon grupy akompaniującej Sizzli stanowili muzycy riddim bandu The Fire House Crew.
20 grudnia 1997 roku album osiągnął 13. miejsce w cotygodniowym zestawieniu najlepszych albumów reggae magazynu Billboard (było to jego jedyne notowanie na liście).
W roku 2002 nakładem wytwórni Jet Star Records ukazała się reedycja albumu.

## Lista utworów
1. „Praise Ye Jah”
2. „Dem A Wonder”
3. „Homeless”
4. „Blackness”
5. „Inna Dem Face”
6. „Give Thanks”
7. „Hail Selassie”
8. „No Other Like Jah”
9. „How Dem Flex”
10. „Cowboy”
11. „Greedy Joe”
12. „Did You Ever”
13. „Government

## Twórcy

### Muzycy
- Sizzla – wokal
- Winston „Bo-Peep” Bowen – gitara
- Donald „Bassie” Dennis – gitara basowa, instrumenty klawiszowe
- Melbourne „George Dusty” Miller – perkusja
- Sly Dunbar – perkusja
- Althea Hewitt – chórki
- Dorret Wisdom – chórki
- Michelle Downer – chórki

### Personel
- Paul Daley – inżynier dźwięku
- Robert Murphy – inżynier dźwięku
- Anthony „Soljie” Hamilton – miks
- Steven Stanley – miks
- Geovanni Simpson – mastering